# Kirche von Havdhem

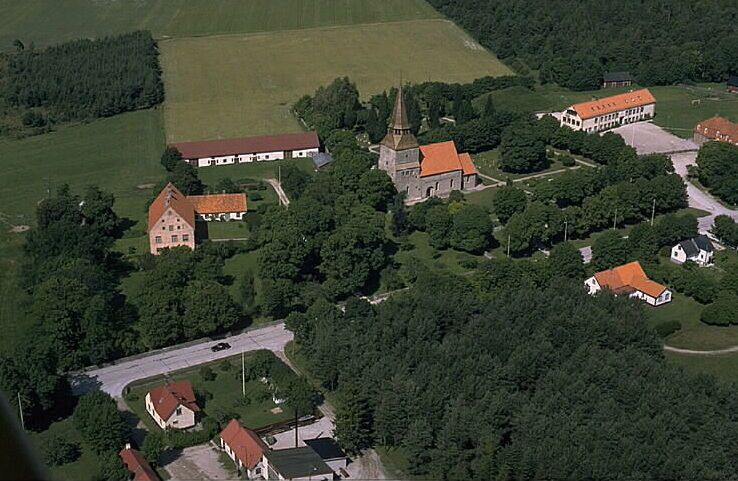
Kirche von Havdhem

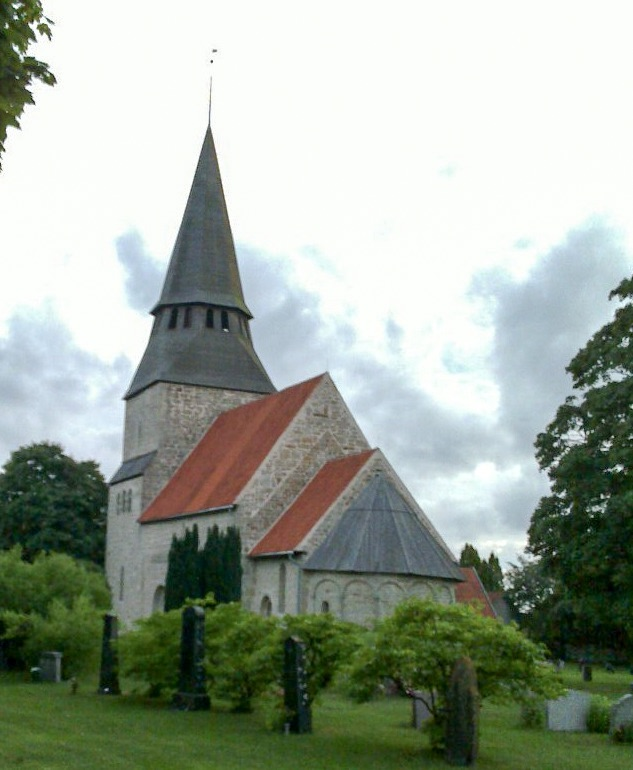
Kirche von Havdhem

Die Kirche von Havdhem (schwedisch Havdhem kyrka) ist eine Landkirche auf der schwedischen Insel Gotland. Sie gehört zur Kirchengemeinde (schwedisch församling) Havdhem im Bistum Visby.

## Lage
Die Kirche liegt im Süden von Gotland in der Nähe der Straße 142 von Hemse nach Burgsvik, 53 km südlich von Visby, 8,5 km südlich von Hemse und 15 km nördlich von Burgsvik. 

## Kirchengebäude
Das heutige Kirchengebäude besteht aus einem rechteckigen Langhaus mit einem Apsischor. Der ursprünglich apsislose Chor ist der älteste Teil der Kirche. Er stammt aus der ersten Hälfte oder Mitte des 12. Jahrhunderts. Wie bei den frühen Kirchen von Garde und Källunge fehlt auch hier der Sockel. Ein sehr schmales Fenster ist in der Nordwand erhalten. Das später eingesetzte Portal ist ein Werk des anonymen Meisters Calcarius aus dem frühen 13. Jahrhundert. Das Tympanon ist mit Reliefs verziert, die Christus und die Apostel darstellen, das Säulenkapitell trägt Darstellungen von Menschenköpfen und Ranken.
Die um 1200 zeitgleich mit dem Langhaus entstandene romanische Apsis ist, wie die Dreifaltigkeitskirche (Drotten) in Visby, rundum mit Blendarkaden geschmückt.
Das um 1200 erbaute Langhaus, war ursprünglich niedriger und etwas kürzer. Die Mauern schließen oben mit einem Fries aus Rundbogen, Sägezahnleisten und profiliertem Gesims ab. Das Portal erinnert an das nördliche Langhausportal der Domkirche. Wann die Erhöhung
erfolgte, ist unbekannt. Vielleicht geschah dies nach einem Brand, der die Kirche 1580 heimsuchte. Nach Absätzen an der Langhauswand im Innern zu urteilen, war dieses zuvor von einer oder zwei in Längsrichtung verlaufenden Tonnen eingewölbt.
An der ursprünglichen Westwand befand sich ein Turm, dessen Erdgeschoss durch einen engen Bogen mit dem Langhaus verbunden war. Der Turm wurde in der Mitte des 13. Jahrhunderts durch den jetzigen, bedeutend größeren Galerieturm ersetzt, der bis 1910 noch ein weiteres Geschoss mit Lichtöffnungen nach allen Seiten und eine hohe Spitze besaß. Er wurde abgesenkt, weil man befürchten musste, dass der obere Teil einstürzt.
Chor und Langhaus sind seit 1841 mit einem Tonnengewölbe aus Holz gedeckt, die Turmkammer mit einem mittelalterlichen, aber nicht mehr ursprünglichen Steingewölbe, das 1692 mit Akanthusranken und Bibelzitaten verziert wurde.
Auf der Nordseite des Chors befindet sich die Sakristei. Die Portale befinden sich in der Westseite des Turms und auf den Südseiten von Chor und Langhaus.
Im nördlichen Fensterwinkel bei der Kanzel sind Fragmente byzantinisch beeinflusste Malereien erhalten.

## Ausstattung
- Das Triumphkruzifix wurde im 15. Jahrhundert geschaffen.
- Der Altar ist von ‚J. Bartsch d.y.‘ (dem Jüngeren) und auf 1667 datiert.
- Die Kanzel wurde 1679 von J. Sterling gehauen und wurde 1685 von Andreas Hamborger bemalt. Zur selben Zeit wurde auch die Taufe bemalt.
- Das Epitaph an der südlichen Langhauswand trägt die Inschrift „Jytte Salig Trols Nilsons“ und die Jahreszahl 1686. Jytte und Trols waren die Eltern von Claudius Trogillides. Die Initialen des mittelalterlichen Verkündigungsengels auf der Spitze des Baldachins weisen auf den Pastor Claudius Trogillides und seine Frau Barbara Jörgensdotter.
- Das Porträt eines Mannes aus dem Jahre 1701 hängt an der Nordwand des Chores.

## Sonstiges
2003 hat der Mobilfunkbetreiber 3GIS eine Basisstation im Kirchturm installiert.  Die Antennen sind in der Farbe des Turms bemalt worden, damit sie nicht auffallen.